# Alberto Chipande
Alberto Chipande (ur. 10 października 1939) – mozambicki polityk, wojskowy i przedsiębiorca, były minister obrony, parlamentarzysta, w 1986 jako członek Biura Politycznego Komitetu Centralnego FRELIMO pełniący obowiązki prezydenta Mozambiku razem z pozostałymi 9 członkami.

## Życiorys
Był nauczycielem w szkole misji katolickiej, działał w organizacjach niepodległościowych w Mozambiku. Od 1964 należał do partyzantki FRELIMO jako dowódca walk na północy. 25 września 1964 był pierwszą osobą, która wystrzeliła z broni palnej w wojnie z Portugalią. Po uzyskaniu niepodległości w 1975 został ministrem obrony, dosłużył się stopnia generała rezerwy. Zasiadł też w kierownictwie partii. 19 października 1986 po śmierci w katastrofie lotniczej prezydenta Samory Machela jego obowiązki przejęło Biuro Polityczne KC FRELIMO, którego Chipande był członkiem. 6 listopada stanowisko prezydenta objął jeden z członków tego gremium, Joaquim Chissano.
W 2006 stał się jednym z czterech członków nowo powałanej Rady Stanu mianowanych przez prezydenta Armando Guebuzę, przez 10 lat był również doradcą prezydenta. Należał do Zgromadzenia Republiki Mozambiku z prowincji Cabo Delgado. Działał także jako przedsiębiorca.